# Lycée français Victor-Hugo
 (juillet 2015).
L’école française de Francfort dit lycée français Victor-Hugo ou LFVH, est un établissement scolaire français présent depuis 1949 à Francfort-sur-le-Main.

## Histoire
Le lycée français Victor-Hugo fut officiellement fondé en 1962 à l'initiative d'un groupe de parents. Depuis janvier 2000, le lycée est un établissement géré par l'Agence pour l'enseignement français à l'étranger. Le LFVH a fait sa première rentrée en septembre 2000 dans les bâtiments modernes qu'il occupe actuellement[réf. nécessaire]. 
L'établissement est reconnu comme une « Ersatzschule » auprès du ministère de l’Éducation du Land de Hesse. Actuellement[Quand ?], un millier d'élèves environ, français, franco-allemands et autres nationalités souhaitent entretenir et développer des liens avec la culture française ; ils suivent une scolarité en langue française. Le LFVH scolarise des élèves de l'école maternelle au baccalauréat[réf. nécessaire].

## Caractéristiques
Le LFVH accueille des élèves de trente-cinq nationalités différentes, la majorité des élèves étant français, allemands ou franco-allemands[réf. nécessaire].
Les locaux actuels de la Gontardstrasse ont été livrés en septembre 2000 et inaugurés en 2001 en présence d'Hubert Védrine, ministre des Affaires étrangères, et de Petra Roth, bourgmestre de Francfort. En 2000; l'école est passée d'une gestion parentale à une gestion directe par l'Agence pour l'enseignement français à l'étranger[réf. nécessaire].
En 2007 le lycée obtient le statut de Erzatsschule pour l'école primaire ; le collège bénéficie de ce statut depuis 2012. Le LFVH travaille en association avec le Rectorat de Francfort - Staatliches Schulamt Frankfurt - pour définir les programmes de la section franco-allemande et la délivrance des Abitur[réf. nécessaire].
En septembre 2014, il y avait 1 004 élèves inscrits.

## Étudier au LFVH
Au même titre que toutes les écoles françaises, le LFVH suit le programme officiel tel qu'il est déterminé par le ministère de l'Éducation nationale[réf. nécessaire].
Pour les parents et les élèves qui en font le choix, il existe une scolarité bilingue français-allemand dès l'école primaire. Le programme officiel est complété par des enseignements en allemand, conformes aux exigences du Land de Hesse. Ces élèves peuvent poursuivre leur formation jusqu'à l'AbiBac, ce qui leur permet un accès direct aux établissements d'enseignement supérieur en France et en Allemagne. Les langues étrangères enseignées au LFVH sont l'allemand, l'anglais, l'espagnol (en LV1, LV2, LV3) et le latin[réf. nécessaire].
Parmi les activités parascolaires : club d’échecs, association sportive, club de dessin, groupe de musique, atelier comédie musicale, conseil de la vie lycéenne, entre autres. Les élèves participent à différentes compétitions (Concours Kangourou, Maths sans frontières, Concours de discours, Olympiades, tournois, etc.). Des sorties et voyages scolaires sont organisés en Allemagne, Autriche, France et au Royaume-Uni[réf. nécessaire].
Les élèves de quatrième participent bénévolement au programme de sécurité routière Sécupark où ils règlent, en tant que brigadiers scolaires (Schülerlotsen), la circulation aux abords du Lycée.
Une aide aux devoirs est proposée aux collégiens. Il existe aussi des aménagements pour les élèves à besoins spécifiques[réf. nécessaire].
Dès l'âge de 3 ans, les élèves du LFVH peuvent rejoindre Le P'tit Victor, le CEFA ou l'Académie, toutes sont des structures qui accueillent les enfants après les cours et leur offrent des activités diverses, y compris, pour certaines, pendant les vacances[réf. nécessaire].